# Bruno Fagundes
Bruno Carvalho Fagundes (São Paulo, 24 de maio de 1989) é um ator e cantor  brasileiro. É filho da atriz Mara Carvalho e do ator Antônio Fagundes.

## Carreira
Começou cedo o desejo pela carreira de ator e Bruno se formou pela escola de teatro Incenna. Na televisão, fez participações especiais em: Negócio da China (2008), Gluom – Piloto (2006), Carga Pesada (2006), O Rei do Gado (1996) e A Viagem (1994). E no teatro, atuou em Os Tagarelas (2004), Viúva, Porém Honesta (2004), Procura-se uma Rosa (2005), Sonho de uma Noite de Verão (2005), Pã (2005), Gente que Faz (2006), na qual atuou com sua mãe Mara Carvalho, A Lua sobre o Tapete (2007). No cinema, fez Fim da Linha (2005), Bellini e o Demônio (2006), Quem sabe (2007) e em 2008 Chico Talarico – O Documentário.
Em 2011, Bruno também resolveu cantar e apresentou em São Paulo o show Improvável. Em 2012 subiu ao palco ao lado do famoso pai, Antônio Fagundes, com a peça Vermelho, em São Paulo. A peça, apesar de se passar na Nova York em fins da década de 1950, escrita por John Logan e dirigida por Jorge Takla, dialoga com o Brasil de hoje. A montagem apresenta um panorama de um artista consagrado, o pintor russo radicado nos EUA Mark Rothko (1903-1970), interpretado por seu pai. Este está em crise com os novos tempos, dominados por gente de formação e valores diferentes dos dele, geração representada pelo jovem pintor Ken, papel de Bruno.
Em 2014, esteve no reboot das seis da Rede Globo, Meu Pedacinho de Chão, com autoria de Benedito Ruy Barbosa. Em 2022, Bruno entra para o elenco da novela das sete Cara e Coragem, interpretando Renan, um dançarino explosivo, que mantém um relacionamento abusivo com a namorada. No mesmo ano deu vida ao produtor musical Rafael na série da Netflix Só Se For Por Amor.

## Vida pessoal
Declarou-se homossexual em janeiro de 2023, além de ter relatado ter sofrido violência física no passado devido a sua sexualidade. Namorou entre 2022 e 2024 o também ator Igor Fernandez, que conheceu durante as gravações da telenovela Cara e Coragem.. No final de 2024, veio a público para dizer que o relacionamento tinha terminado em abril do mesmo ano.

## Filmografia

### Televisão
| Ano       | Título                | Personagem            | Notas                                       |
| --------- | --------------------- | --------------------- | ------------------------------------------- |
| 1994      | A Viagem              | Amigo de Dudu         | Episódios: "21–22 de abril"                 |
| 1996      | O Rei do Gado         | Menino na fazenda     | Episódio: "17 de agosto"                    |
| 2006      | Carga Pesada          | Jorge                 | Episódio: "Ser ou Não Ser"                  |
| 2008      | Negócio da China      | Lucas                 | Episódios: "21–24 de novembro"              |
| 2014      | Meu Pedacinho de Chão | Renato Batista Júnior |                                             |
| 2017      | Sense8                | Jovem no restaurante  | Episódio: "Isolado Acima, Conectado Abaixo" |
| 2018–2020 | 3%                    | André Santana         | Temporadas 2–4                              |
| 2022      | Cara e Coragem        | Renan Garcia Lopes    |                                             |
| 2022      | Só Se For Por Amor    | Rafael                |                                             |
| 2024      | Volta por Cima        | Dr. Bernardo          |                                             |

### Cinema
| Ano  | Título                          | Personagem     | Notas          |
| ---- | ------------------------------- | -------------- | -------------- |
| 2005 | Fim de Linha                    | Daniel         |                |
| 2006 | Bellini e o Demônio             | Duca           |                |
| 2008 | Chico Talarico - O Documentário | Ele mesmo      | Documentário   |
| 2013 | 13Noir                          | Márcio         | Curta-metragem |
| 2016 | Cão da Estrada                  | Homem          | Curta-metragem |
| 2016 | Distopia                        | Homem no bar   | Curta-metragem |
| 2018 | Solteira Quase Surtando         | Rodrigo        |                |
| 2018 | Contra a Parede                 | Luan Bertollo  |                |
| 2021 | Amigas de Sorte                 | Policial André |                |

## Teatro
| Ano         | Título                      | Personagem     |
| ----------- | --------------------------- | -------------- |
| 2004        | Os Tagarelas                |                |
| 2004        | Viúva, Porém Honesta        | Dorothy Dalton |
| 2005        | Pã                          |                |
| 2005        | Procura-se uma Rosa         |                |
| 2005        | Sonho de uma Noite de Verão | Egeu           |
| 2006        | Gente que Faz               |                |
| 2007        | A Lua Sobre o Tapete        |                |
| 2008        | Efemérides                  |                |
| 2008–10     | Restos                      |                |
| 2011        | Show Improvável             |                |
| 2012–13     | Vermelho                    | Ken            |
| 2013–15     | Tribos                      | Billy          |
| 2017 - 2019 | Baixa Terapia               | Estevão        |
| 2017–18     | O Senhor das Moscas         | Ralph          |
| 2019–20     | Zorro: O Musical            | Zorro          |
| 2023        | A Herança                   | Eric           |

## Prêmios e indicações
| Ano  | Prêmio                                                   | Categoria                                        | Trabalho              | Resultado |
| ---- | -------------------------------------------------------- | ------------------------------------------------ | --------------------- | --------- |
| 2012 | Prêmio Top of Business                                   | Troféu Empreendedorismo e Marketing              | Vermelho              | Venceu    |
| 2012 | Prêmio Jovem Brasileiro                                  | Melhor Ator de Teatro                            | Vermelho              | Venceu    |
| 2012 | Prêmio Cenym de Teatro                                   | Melhor Ator Coadjuvante                          | Vermelho              | Venceu    |
| 2013 | Prêmio Aplauso Brasil de Teatro                          | Melhor Ator                                      | Tribos                | Venceu    |
| 2013 | Prêmio QUEM de Teatro                                    | Melhor Ator                                      | Tribos                | Indicado  |
| 2014 | Prêmio QUEM de Televisão                                 | Melhor Revelação                                 | Meu Pedacinho de Chão | Indicado  |
| 2014 | Meus Prêmios Nick                                        | Ator Favorito                                    | Meu Pedacinho de Chão | Indicado  |
| 2014 | Prêmio Contigo de TV                                     | Melhor Revelação                                 | Meu Pedacinho de Chão | Indicado  |
| 2017 | Prêmio São Paulo de Incentivo ao Teatro Infantil e Jovem | Melhor Ator                                      | O Senhor das Moscas   | Indicado  |
| 2023 | Prêmio APCA de Teatro                                    | Melhor Espetáculo (com Zé Henrique de Paula)     | A Herança             | Indicado  |
| 2023 | Prêmio Bibi Ferreira                                     | Melhor Peça de Teatro (com Zé Henrique de Paula) | A Herança             | Venceu    |
| 2023 | Prêmio Cenym de Teatro                                   | Melhor Espetáculo (com Zé Henrique de Paula)     | A Herança             | Indicado  |
| 2023 | Prêmio Cenym de Teatro                                   | Melhor Ator                                      | A Herança             | Indicado  |
| 2023 | Prêmio Cenym de Teatro                                   | Melhor Elenco                                    | A Herança             | Venceu    |
| 2023 | Prêmio Cenym de Teatro                                   | Melhor Qualidade Artística                       | A Herança             | Indicado  |